# Carlshof (Schorssow)
Carlshof ist ein Ortsteil der Gemeinde Schorssow im Landkreis Rostock in Mecklenburg-Vorpommern.

## Geografie und Verkehrsanbindung
Carlshof liegt nördlich des Kernortes Schorssow. Westlich verläuft die B 108, nördlich erstreckt sich das 377 ha große Naturschutzgebiet Gruber Forst und südöstlich der 1395 ha große Malchiner See.

## Sehenswürdigkeiten

### Baudenkmale
In der Liste der Baudenkmale in Schorssow sind für Carlshof fünf Baudenkmale aufgeführt.